# Theme Hospital
Theme Hospital är ett simulatorspel från 1997 utvecklat av Bullfrog Productions och utgivet av Electronic Arts. Theme Hospital har släppts till både Playstation och MS-DOS. Som spelets titel antyder ska spelaren bygga och underhålla ett sjukhus. Dock handlar det inte om vanliga sjukdomar och vanliga patienter, utan allt är gjort med en komisk twist, som så ofta med spel från Bullfrog.

## Handling
Theme Hospital utspelar sig i en sjukhusmiljö, där spelaren ska skapa ett attraktivt sjukhus, som då kommer locka till sig patienter med komiska sjukdomar, akutfall och andra besvär. Spelet är byggt kring en svart humor, som liknar det tema som till exempel användes i spelet Theme Park.
Spelaren har inte någon direkt kontroll över patienterna. Istället syftar spelet till att påverka patienterna genom att bygga ut sjukhuset på det sätt de önskar och på det sätt som krävs för att bota dem. Däremot har spelaren möjlighet att direkt kontrollera den personal som spelaren anställer. Dessa kan plockas upp och placeras där de bäst behövs.
Man har också möjlighet att besluta vad som ska ske patienterna när det till exempel inte finns ett botemedel eller man är osäker på vilket botemedel som fungerar. Då finns dock risken att de avlider, om man väljer fel. Spelaren kan också påverka köordningen till olika rum för att kunna prioritera de patienter som har en överhängande risk för att avlida.
Varje nivå består av en tom sjukhusbyggnad och ett antal mål som man ska uppnå. Dessa kan röra antalet botade patienter eller en viss finansiell nivå. När målen är uppnådda får spelaren möjligheten att fortsätta till nästa nivå, med högre mål och tuffare miljö med nya sjukdomar. Sista banan, Battenburg, består av en enorm sjukhusbyggnad, där samtliga sjukdomar i spelet förekommer och målen som ska uppnås är väldigt höga.

## Gameplay
Spelarens huvudverktyg i Theme Hospital bygger på att köpa och placera ut rum (och faciliteter) i sjukhuset och att anställa lämplig personal, så som doktorer, sköterskor, vaktmästare och receptionister. Några av rummen är fundamentala; varje sjukhus behöver ett mottagningsrum, personalrum och toaletter. Det finns även rum som det inte är krav på att använda, men som hjälper spelaren att lösa problemen som uppstår. Detta kan till exempel vara olika typer av diagnosrum. Några rum är helt avsedda för att bota en specifik sjukdom. Dessa har utrustning som då och då måste lagas av en vaktmästare.
Anledningen till att patienterna dyker upp till sjukhuset har med dess rykte och prisklass att göra. Har det ett gott rykte och är billigt dyker patienterna upp, ofta med märkliga och komiska sjukdomar. Dessa måste först diagnostiseras av en läkare, antingen genom en snabb undersökning, eller en längre diagnostisk process, med besök i flera olika typer av diagnosrum. Därefter kan de botas, antingen genom ett besök i apoteket, operationssalen eller i någon av de många specialavdelningarna.
På de högre nivåerna dyker även epidemier upp. Här kan spelaren antingen betala böter och sjukhusets rykte får en smäll, eller så kan man försöka stoppa utbrottet. Hinner man innan tiden går ut, är allt frid och fröjd, annars åker man på högre böter och en större smäll.
Ett annat återkommande moment är akutfallen, där ett antal patienter ankommer till sjukhuset i helikopter. Spelaren får på förhand en fråga om denne vill ta emot akutfallet eller ej. Om spelaren accepterar detta måste samtliga patienter botas innan tiden går ut, annars avlider de och sjukhusets rykte sjunker.
Det finns även andra problem som kan drabba sjukhuset. Jordbävningar är ständigt återkommande, vilka orsakar problem med sjukhusets utrustning. Därför måste vaktmästarna rycka ut och laga de maskiner som behövs med jämna mellanrum. Om inte detta görs, förstörs maskinen och rummet är obrukbart.

## Andra versioner

### Playstation port
Theme Hospital har blivit portat till Playstation av teamet som också portade Bullfrogs Magic Carpet dit. Porten är väldigt lik originalet men kör på en lägre upplösning, har ingen bakgrundsmusik, ändrar storlekskraven på några rum, samt har vissa mindre presentationsförändringar som till exempel en gameplay-baserad introduktionsvideo.
Playstationversionen släpptes som en nedladdningsbar version till Playstation 3 och Playstation Portable i EU den 31 januari 2008 och i Nordamerika den 31 augusti 2010.

### CorsixTH
Med start den 24 juli 2009 försöker projektet CorsixTH skapa en modern klon av Theme Hospital i öppen källkod. Det kodas i C++ och Lua. CorsixTH är licenserat under licensen MIT License. Den första versionen var Playable Beta 1 den 24 december 2009. Den nuvarande stabila versionen, 0.01, släpptes den 24 mars 2012. Det finns tillgängligt för nedladdning från deras hemsida. För att köra CorsixTH krävs dock fortfarande originalspelets grafik- och ljudfiler. Det går att köpa originalspelet till exempel via GOG.com.

## Sjukdomar
| Namn               | Rum för kur        |
| ------------------ | ------------------ |
| Avgaser            | Apoteket           |
| Avkylning          | Apoteket           |
| Brustet hjärta     | Operationssal      |
| Gelésyndrom        | Gelékar            |
| Golfsten           | Operationssal      |
| Handsvett          | Psyk               |
| Hemorrojder        | Apotek             |
| Intim klåda        | Apotek             |
| Järnlunga          | Operationssal      |
| Kikärtor           | Operationssal      |
| Kroniskt näshår    | Apotek             |
| Krossade nötter    | Operationssal      |
| Krossad patient    | Benbrottsavdelning |
| Multipel TV-pers.  | Psyk               |
| Osynliga patienter | Apotek             |
| Pälssyndrom        | Elektrolys         |
| Pöshuvud           | Pumprum            |
| Revbensspjäll      | Operationssal      |
| RN'R-syndrom       | Psyk               |
| Rutten buk         | Apotek             |
| Sjuttiotalssyndrom | Psyk               |
| Skinnskalle        | Hårrenovering      |
| Svällande patient  | Operationssal      |
| Skrattanfall       | Psyk               |
| Sömnsjuka          | Apotek             |
| Teaterblod         | Psyk               |
| Turistmage         | Apotek             |
| Transparens        | Apotek             |
| Uppstötningar      | Apotek             |
| Utomjordisk DNA    | DNA-återställare   |
| Vass tunga         | Vass tungavdelning |
| Vågade fotleder    | Apotek             |
| Namn               | Rum för kur        |

## Rum

### Diagnosrum
| Namn           | Krav                                  |
| -------------- | ------------------------------------- |
| Allmänpraktik  | Doktor                                |
| Allmän diagnos | Doktor                                |
| Avdelning      | Syster                                |
| Blodmaskin     | Doktor, samt underhåll av vaktmästare |
| Hjärtavdelning | Doktor, samt underhåll av vaktmästare |
| Psyk           | Doktor med kompetens inom psykologi   |
| Röntgen        | Doktor, samt underhåll av vaktmästare |
| Scanner        | Doktor, samt underhåll av vaktmästare |
| Ultrascanner   | Doktor, samt underhåll av vaktmästare |

### Behandlingsrum
| Namn          | Krav                                                                   |
| ------------- | ---------------------------------------------------------------------- |
| Apotek        | Syster                                                                 |
| Avdelning     | Syster                                                                 |
| Operationssal | Två doktorer med kompetens inom kirurgi, samt underhåll av vaktmästare |
| Psyk          | Doktor med kompetens inom psykologi                                    |

### Kliniker
| Namn               | Krav                                  |
| ------------------ | ------------------------------------- |
| Benbrottsavdelning | Syster, samt underhåll av vaktmästare |
| DNA-återställare   | Doktor med kompetens inom forskning   |
| Elektrolysklinik   | Doktor, samt underhåll av vaktmästare |
| Gelékar            | Doktor, samt underhåll av vaktmästare |
| Hårrenovering      | Doktor, samt underhåll av vaktmästare |
| Pump               | Doktor, samt underhåll av vaktmästare |
| Sanering           | Doktor, samt underhåll av vaktmästare |
| Vass tungavdelning | Doktor, samt underhåll av vaktmästare |

### Hjälpmedel
| Namn             | Krav                                         |
| ---------------- | -------------------------------------------- |
| Forskaravdelning | Minst en doktor med kompetens inom forskning |
| Personalrum      | Inga, här vilar din personal                 |
| Toaletter        | Inga, dina patienter utför sina behov här    |
| Utbildning       | Doktor med tjänsteåldern konsult             |

### Nivåer (sjukhus)
| Nivå | Sjukhusnamn |
| ---- | ----------- |
| 1    | Odörby      |
| 2    | Sovstan     |
| 3    | Storstan    |
| 4    | Bårstad     |
| 5    | Jönsåker    |
| 6    | Varberget   |
| 7    | Landsbort   |
| 8    | Halvastra   |
| 9    | Östan       |
| 10   | Äggtorp     |
| 11   | Kråxtorp    |
| 12   | Snylthult   |
| 13   | Polartorp   |
| 14   | Strykhult   |
| 15   | Gravlanda   |